# Rayssa Leal
Rayssa Leal, właściwie Jhulia Rayssa Mendes Leal (ur. 4 stycznia 2008 w Imperatriz) – brazylijska skaterka, dwukrotna medalistka igrzysk olimpijskich.

## Życiorys
Urodziła się 4 stycznia 2008 roku w Imperatriz. Jej rodzice to Lilian Mendes oraz Haroldo Oliveira Leal. Ma młodszego brata Arthura. Jej ojciec pracował jako szklarz, a matka jako kasjerka w sklepie.
Jako że Rayssa nie lubiła zabawek uważanych za typowe dla dziewczynek na szóste urodziny w prezencie otrzymała deskorolkę. W pobliskim skateparku nauczyła się sztuczek, które później wykorzystywała w zawodach.
7 września 2015 roku wzięła udział w obchodach Dnia Niepodległości w swoim mieście. Przebrana była w strój wróżki. Kiedy zobaczyła ludzi jeżdżących na desce, postanowiła do nich dołączyć. W Internecie viralem stał się film, jak w stroju wróżki wykonuje na schodach heelflipa. Nagranie udostępnił w swoich mediach Tony Hawk. Dzięki temu uzyskała pseudonim Fadinha do Skate, co można przetłumaczyć jako wróżka na deskorolce.

### Kariera zawodowa
W maju 2019 roku zajęła 3. miejsce podczas Street League Skateboarding Championship w Londynie. Jeszcze w lipcu tego samego roku wygrała w Los Angeles, zostając najmłodszą zawodniczką w historii, która zajęła 1. miejsce w Street League Skateboarding Championship. We wrześniu zajęła 2. miejsce podczas World Championships – Street League Skateboarding w São Paulo, za co została wpisana do Księgi Rekordów Guinnesa jako najmłodsza zawodniczka, która stanęła w tych zawodach na podium. Miała wówczas 11 lat i 262 dni. Jeszcze w tym samym roku zadebiutowała w X-Games. Zajęła 4. miejsce.
W 2021 roku wzięła udział w letnich igrzyskach olimpijskich w Tokio. Startowała w kategorii street. Zajęła 3. miejsce w eliminacjach, następnie w finale zajęła 2. miejsce, zdobywając srebrny medal. Została najmłodszą Brazylijką, która stanęła na podium na igrzyskach olimpijskich. Mając 13 lat i 203 dni, pobiła rekord Rosângeli Santos, która zdobyła brązowy medal w 2008 roku w wieku 17 lat. Została także najmłodszą zawodniczką z Brazylii, która wzięła udział w igrzyskach olimpijskich. Poprzedni rekord należał do Tality Rodrigues, która podczas Letnich Igrzysk Olimpijskich 1948 miała 13 lat i 347 dni.
W sierpniu 2021 roku wygrała pierwszy etap Street League Skateboarding w Salt Lake City. W kwietniu 2022 wygrała X-Games, zdobywając złoty medal. W listopadzie 2022 roku wygrała SLS Super Crown w Rio de Janeiro. W grudniu 2023 ponownie wygrała SLS Super Crown, który odbywał się tym razem w São Paulo. Otrzymała wówczas wynik 9,0, co było wówczas jej życiowym rekordem. Wcześniej takiego wyniku w ramach SLS nie otrzymała żadna kobieta.
W lipcu 2024 roku zajęła trzecie miejsce podczas letnich igrzysk olimpijskich w Paryżu. Została najmłodszą zawodniczką w historii Brazylii, która zdobyła dwa medale olimpijskie.

## Inne
Rayssa Leal ma pojawić się w grze Tony Hawk's Pro Skater 3 + 4, której premiera jest zaplanowana na 2025 rok.